# Арис (хоккейный клуб, Салоники)
«Арис» (греч. Άρης Θεσσαλονίκης) — профессиональный греческий хоккейный клуб из города Салоники, основанный в 1985 году и выступающий в Греческой хоккейной лиге. Трехкратный чемпион страны (1989, 1990, 1991).

## История
Официально клуб был основан в 1985 году под названием «Салоники Пингвинз».
В 1989 году команда стала частью мультиспортивного общества «Арис», приняв свое нынешнее наименование.
В тот же год коллектив стал победителем первого в истории розыгрыша национального хоккейного первенства, повторив свой успех также в 1990 и 1991 годах.
В 1990 году команда приняла участие в Кубке Европы IIHF, проиграв на турнире со счетом 1:26 софийскому «Левски» и 0:30 бухарестскому «Стяуа» и тем самым финишировав на последнем месте в турнирной таблице Группы А.
На аналогичном состязании в 1993 году коллектив также показал наихудший результат.
В 2000 году «Арис», как и все хоккейные команды страны, был расформирован из-за финансовых проблем.
В 1997 году коллектив сменил свое название на «Салоники Титанс», однако уже в 2003 году вернул себе свое историческое имя.
В 2010 году «Арис» занял итоговое 2-е место в национальном чемпионате, а год спустя стал чемпионом.
Также при команде функционирует женский клуб.